# Ghost Shark
Ghost Shark, także Ghost Shark XL-AUV– australijski typ dużych autonomicznych pojazdów podwodnych produkowanych dla Marynarki Wojennej Australii oraz Marynarki Wojennej Stanów Zjednoczonych. Budowane od 2022 roku, wszystkie trzy mają zostać dostarczone do czerwca 2025 roku. Dodatkowy (czwarty) egzemplarz Ghost Shark XL-AUV został w 2024 roku wysłany do marynarki wojennej USA.
Ghost Shark ma modułową budowę, pojazd można znacząco dostosować do wymagań konkretnej misji. Pojazd jest zoptymalizowany do przenoszenia różnych ładunków w celu wsparcia różnych misji, w tym do zaawansowanego gromadzenia danych wywiadowczych, inwigilacji, rozpoznania, inspekcji infrastruktury i kierowania na cel. 

## Historia
W maju 2022 roku Anduril Australia podpisał kontrakt z Royal Australian Navy i Defence Science and Technology Group na zaprojektowanie i zbudowanie trzech egzemplarzy „Ghost Shark” XL-AUV. Pierwszy prototyp, ujawniony w kwietniu 2024 roku, został zmontowany przez inżynierów z 42 australijskich firm. Wszystkie trzy mają zostać dostarczone do czerwca 2025 roku. Dodatkowy (czwarty) egzemplarz Ghost Shark XL-AUV został w sierpniu 2024 roku wysłany za pomocą australijskiego strategicznego samolotu transportowego Boeing C-17 Globemaster III do marynarki wojennej USA.